# Parafia św. Michała Archanioła w Czarnem
Parafia Świętego Michała Archanioła w Czarnem – parafia rzymskokatolicka, znajdująca się w diecezji włocławskiej, w dekanacie lipnowskim. 

## Duszpasterze
- proboszcz: ks. Henryk Wysocki (od 1998)

## Kościoły
- kościół parafialny: Kościół św. Michała Archanioła w Czarnem